# André Burkhard
André Burkhard (* 6. November 1950 in Benfeld) ist ein ehemaliger französischer Fußballspieler.

## Karriere
Seinen ersten Vertrag für eine erste Mannschaft bekam er in der Saison 1968/69 beim unterklassigen CS Pierrots Straßburg, ehe er zwei Jahre später dann zum Stadtrivalen Racing Straßburg, dem größten und erfolgreichsten Klub der Stadt aus dem Elsass, ging. Am 12. August 1970 debütierte er für die Straßburger in der Division 1 (der heutigen Ligue 1), als er bei der 1:2-Niederlage gegen Olympique Marseille in der Anfangself stand. In der Folgezeit etablierte er sich in der Abwehr der Straßburger, kam dabei in 36 Erstligaspielen zum Einsatz und erzielte hierbei zwei Tore. Jedoch belegte Straßburg den 18. Tabellenplatz, der gleichbedeutend mit dem Abstieg der Straßburger in die Division 2 war. Auch in der zweiten Liga war Burkhard Stammspieler. Er kam in 28 Partien zum Einsatz und markierte fünf Treffer. RCS schaffte als Tabellenführer den Wiederaufstieg in die Division 1. In der Saison darauf war er ebenso Stammspieler. Burkhard kam in 33 Erstligaspielen zum Einsatz, wobei er sechs Tore erzielte. Straßburg schaffte den Klassenerhalt und belegte am Ende den 16. Platz.
Danach war Burkhard sieben Jahre lang für den SC Bastia aktiv. Mit Bastia stand er 1978 im Finale des UEFA-Cups. Danach war er noch je eine Spielzeit für CO Le Puy sowie für FC AS de Grenoble aktiv.